# Three Peaks Bike Race
Das Three Peaks Bike Race ist ein seit 2018 jährlich ausgetragenes Ultradistanz-Radrennen, das von Wien aus die Alpen durchquert. Zielorte sind alternierend Nizza und Barcelona.
Die Fahrer müssen im Verlauf des Rennens drei vom Veranstalter vorgegebene Gipfel bzw. Passhöhen erreichen, die Wahl der Route zwischen diesen Kontrollpunkten ist ihnen freigestellt. Sie legen dabei zwischen 2.000 und 2.700 Kilometer zurück und überwinden etwa 20.000 bis 40.000 Höhenmeter. Während des Rennens sind die Fahrer auf sich allein gestellt, führen ihre gesamte Ausrüstung am Rad mit und müssen sich selbst versorgen (self-supported bike packing). Die Spitze des Fahrerfelds absolviert die Strecke in etwa vier Tagen; das Ziel schließt zehn Tage nach dem Start, wobei auch später eintreffende Fahrer in die Wertung genommen werden. 2022 kamen von 243 gestarteten Fahrern 91 ins Ziel, 81 blieben dabei innerhalb des Zeitlimits.
Die Austragung 2020 ist Gegenstand des Dokumentarfilms Three Peaks & In Between von Stephan Wieser, der die Fahrerin Jana Kesenheimer über den gesamten Verlauf des Rennens begleitet.

## Gipfel und Sieger
| Jahr | Ziel      | Gipfel | Schnellster Fahrer | Schnellste Fahrerin |
| ---- | --------- | --- | ------------------ | ------------------- |
| 2018 | Nizza     | Passo di Giau – Furkapass – Col de Galibier | Samuel Thompson    | –                   |
| 2019 | Barcelona | Stilfser Joch – Colle delle Finestre – Ordino-Arcalís | Xavier Pesnel      | Sonia Barrar        |
| 2020 | Nizza     | Großglockner – Sanetschpass – Mont Ventoux | Ulrich Bartholmös  | Fanny Bensussan     |
| 2021 | Barcelona | Mangartsattel – Männlichen – Col du Tourmalet | Adam Bialek        | Jana Kesenheimer    |
| 2022 | Nizza     | Drei Zinnen und Passo di Giau – Tannalp (bei Melchsee-Frutt) – Colle del Nivolet (– Mont Ventoux)                                                                 | Justinas Leveika   | Luisa Werner        |
| 2023 | Barcelona | Timmelsjoch, Jaufenpass, Sellajoch (beliebige Richtung) – Monts du Cantal mit Puy Mary – Col de la Core, Col de Portet-d’Aspet, Col de Menté (beliebige Richtung) | Adam Bialek        | Fanny Bensussan     |
| 2024 | Nizza     | Monte Grappa – Grimselpass – Großer Belchen | Dominique Schwab   | Jill Hovekamp       |
| 2025 | Nizza     | Monte Zoncolan – Feldberg – Colle delle Finestre | Laurens Van Gucht  | Larissa Unsinn      |